# Iphiclides podalirinus
Iphiclides podalirinus  (лат.)  — бабочка из семейства парусников (Papilionidae).

## Описание
Размах крыльев до 7 см. Основной цветовой фон крыльев светло-жёлтый с обильным напылением серо-чёрными чешуйками. Передняя пара крыльев с чёрным рисунком из 6—7 вертикальных клиновидных полос, задняя — с черно-голубым окаймлением. Задние крылья с хвостиками длиной до 15 мм, у их основания — по глазчатому пятну.

## Ареал
Вид распространён в Тибете и Западном Китае.